# Muhammad Mahmoud as-Sawaf
Muhammad Mahmoud as-Sawaf (arabisch محمد محمود الصواف, DMG Muḥammad Maḥmūd aṣ-Ṣawwāf, geboren 1915 in Mossul; gestorben 11. Oktober 1992 in Istanbul) war ein islamischer Gelehrter und Prediger. As-Sawaf studierte an der al-Azhar-Universität und gründete den irakischen Zweig der Muslimbruderschaft. As-Sawaf wurde auch erstes Oberhaupt der Muslimbrüder im Irak.

## Leben
Er wurde in Mossul in der Zeit des Osmanischen Reiches geboren und absolvierte dort seine Grund- und Sekundarschulbildung. Mustafa aṣ-Ṣabunji schickte ihn zum Studium an die al-Azhar-Universität mit einer Gruppe von Mossul-Studenten, darunter Muhammad Ali Elias al-ʿAdwani und Muhammad Saleh al-Mutwani. As-Sawaf schloss sein Studium an der al-Azhar-Universität ab und arbeitete seit 1946 als Lehrer an Religionsschulen. Er war ein politischer Aktivist, wurde mehrmals verhaftet und war für seine Predigten bekannt.
Er trat der Muslimbruderschaft bei und schrieb Artikel für die Zeitschrift „al-uḫūwa al-islāmīya“, die er 1954 veröffentlichte. As-Sawaf gründete 1948 mit Amǧad az-Zahāwi die islamische Bruderschaft (al-uḫūwa al-islāmīya) und spielte eine wichtige Rolle im Aufstand gegen den Anglo-irakischen Vertrag und im Palästinakrieg.
As-Sawaf wurde 1959 während des Aufstands von Mossul verhaftet. Nach seiner Freilassung wanderte er nach Mekka aus. Dort widmete er sich religiösen Angelegenheiten und bekleidete wichtige Positionen im Hiǧaz. Viele junge Menschen folgten ihm in Mossul und Bagdad und er unterstützte die Bruderschaftsbewegung im Irak, indem er ihren Anhängern Geld und Flugblätter schickte.
Er verließ 1959 den Irak, nachdem er aus dem Gefängnis entlassen worden war, und ließ sich zunächst in Damaskus nieder, anschließend zog er nach Saudi-Arabien. Dort wurde er zum Berater des Königs Faisal ibn Abd al-Aziz ernannt und war auch Mitglied verschiedener Institutionen, darunter der „Islamische Fiqh-Akademie der Islamischen Weltliga“ und des „Oberstern Rates der Moscheen“. As-Sawaf starb am 11. Oktober 1992 am Flughafen von Istanbul. Sein Leichnam wurde nach Mekka überführt und auf dem al-Muʿallā-Friedhof begraben.